# Gordon Willis
Gordon Willis (Queens, Nueva York, 28 de mayo de 1931 - North Falmouth, Massachusetts, 18 de mayo de 2014) fue un director de fotografía estadounidense, perteneciente a la ASC (American Society of Cinematographers).

## Biografía
Fue conocido fundamentalmente por sus colaboraciones con los realizadores Woody Allen (Manhattan, Zelig, La rosa púrpura del Cairo), Francis Ford Coppola (El padrino) y Alan J. Pakula (Klute, Todos los hombres del presidente). 
Tiene en su haber una única película como director: Ventanas (1980), un thriller protagonizado por Talia Shire y Elizabeth Ashley; obtuvo críticas negativas y el propio Willis consideró la película como una equivocación y no volvió a dirigir.
Dejó el cine tras participar en la película La sombra del diablo, de Alan J. Pakula, que terminaría convirtiéndose también en la última película de este director, fallecido en accidente poco después. 
En la 82.ª edición de los Premios Óscar, celebrada en 2009, obtuvo un Óscar honorífico por el conjunto de su trayectoria cinematográfica, siendo también galardonados en la misma categoría el cineasta Roger Corman y la actriz Lauren Bacall.

## Premios y distinciones
Premios Óscar
| Año  | Categoría        | Película         | Resultado |
| ---- | ---------------- | ---------------- | --------- |
| 1984 | Mejor fotografía | Zelig            | Nominado  |
| 1991 | Mejor fotografía | El padrino III   | Nominado  |
| 2010 | Óscar Honorífico | Óscar Honorífico | Ganador   |

## Filmografía
Como director de fotografía
- End of the Road, de Aram Avakian (1970)
- Loving, de Irvin Kershner (1970)
- The Landlord, de Hal Ashby (1970)
- People Next Door, de David Greene (1970)
- Little Murders, de Alan Arkin (1971)
- Klute (Klute), de Alan J. Pakula (1971)
- El padrino (The Godfather), de Francis Ford Coppola (1972)
- Bad Company, de Robert Benton (1972)
- Up the Sandbox, de Irvin Kershner (1972)
- Vida de un estudiante (The Paper Chase), de James Bridges (1973)
- El padrino II (The Godfather Part II, de Francis Ford Coppola (1974)
- El último testigo (The Parallax View), de Alan J. Pakula (1974)
- Con el agua al cuello (The Drowning Pool), de Stuart Rosenberg (1975)
- Todos los hombres del presidente (All the President's Men), de Alan J. Pakula (1976)
- Annie Hall (Annie Hall), de Woody Allen (1977)
- September 30, 1955, de James Bridges (1977)
- Interiores (Interiors), de Woody Allen (1978)
- Llega un jinete libre y salvaje (Comes a Horseman), de Alan J. Pakula (1978)
- Manhattan (Manhattan), de Woody Allen (1979)
- Ventanas (Windows), de Gordon Willis (1980)
- Recuerdos (Stardust Memories), de Woody Allen (1980)
- Dinero caído del cielo (Pennies from Heaven), de Herbert Ross (1981)
- La comedia sexual de una noche de verano (A Midsummer Night's Sex Comedy), de Woody Allen (1982)
- Zelig (Zelig), de Woody Allen (1983). Nominación al Óscar de la Academia de Hollywood a la mejor fotografía.
- The Lost Honor of Kathryn Beck, de Simon Langton (1984) (TV)
- Broadway Danny Rose (Broadway Danny Rose) de Woody Allen (1984)
- La rosa púrpura del Cairo (The Purple Rose of Cairo) de Woody Allen (1985)
- Perfect (Perfect), de James Bridges (1985)
- Esta casa es una ruina (The Money Pit), de Richard Benjamin (1986)
- The Pick-up Artist, de James Toback (1987)
- Noches de neón (Bright Lights, Big City), de James Bridges (1988)
- Presunto inocente (Presumed Innocent), de Alan J. Pakula (1990)
- El padrino III (The Godfather Part III), de Francis Ford Coppola (1990). Nominación al Óscar de la Academia de Hollywood a la mejor fotografía
- Malicia (Malice), de Harold Becker (1993)
- La sombra del diablo (The Devil's Own), de Alan J. Pakula (1997), última película.

Como director
- Ventanas (Windows) (1980)